# Ethel Koffman
Ethel Silvia Koffman (Rosario, 9 de diciembre de 1958) es una cantante y docente argentina.

## Biografía
Comenzó su carrera en 1975 como cantante del sexteto Soleando, dentro del movimiento de producción musical denominado de Canto Popular Rosario.
En 1978, a los 19 años de edad, formó un dúo con el guitarrista Pichi de Benedictis. Después de realizar recitales en varias ciudades del país, se presentaron en el Festival de Cosquín (en la provincia de Córdoba), donde obtuvieron el primer premio, y el reconocimiento como «Revelación del folclor».
Entre 1981 y 1984 cantó acompañada por el grupo La Banda del Puerto.
En esos años era muy común verla en recitales con la banda Acalanto.
Participó en la grabación del álbum en vivo Rosario Rock ’83 ―junto a Litto Nebbia y Juan Carlos Baglietto―, entre otros, formando parte del movimiento musical llamado Trova Rosarina.
Es docente de técnica vocal de la carrera Interpretación de la Canción Popular, en la Escuela Municipal de Música Juan Bautista Massa, de la ciudad de Rosario, labor que también realiza en forma independiente.
Se ha acompañado generalmente por músicos como
Leonel Lúquez (piano y arreglos),
Charly Pagura (contrabajo),
Claudio Bolzani (guitarra) y
Javier Allende (batería).
También la ha acompañado un trío de cámara integrado por el pianista Leonel Lúquez (que se ocupa de los arreglos), la violinista María Jesús Olóndriz y el oboísta Luis Giavón.
En 2011, la cantante rosarina presentó el espectáculo Todo Beatles, con obras de la banda británica de rock The Beatles, con los arreglos realizados junto al contrabajista de jazz Charly Pagura una década antes. Algunas presentaciones se hicieron con sus músicos, otras veces con la Orquesta de Cámara de Rosario, dirigida por Fernando Ciraolo.
y otras aún, acompañada por el quinteto de cuerdas Arcate Diverse ―formado por 
Rodolfo Marchesini (concertino o primer violín), 
Virginia Llansa (primer violín), 
Paula Weihmüller (viola), 
María Jesús Olóndriz (violonchelo) y 
Charly Pagura (contrabajo)―.
Ha cantado obras de 
- Adrián Abonizio,
- Chico Buarque,
- Rosa Cedrón,
- Jorge Fandermole,
- Hugo Fattoruso,
- Charly García,
- Pedro Guerra,
- Leo Maslíah,
- Fito Páez,
- Pixinguinha,
- Olga Román,
- Luis Alberto Spinetta,
- John Lennon y Paul McCartney

En 2008 participó en el álbum Mujeres que cantan.

## Discografía
Ethel Koffman tiene editados tres álbumes como solista:
- 1996: Lîlâ, con dirección artística de Jorge Fandermole y arreglos del pianista Leonel Lúquez; en el sello Ediciones Musicales Rosarinas.[9][10]

- Flor verbena, en la editorial municipal de Rosario.[11]

- 2011: Ánima.[2][12]